# Вулиця Федоренка (Сіверськодонецьк)
Ву́лиця Федоре́нка — вулиця у Сіверськодонецьку довжиною 2 110 метрів. Починається від перетину з вулицею Богдана Ліщини. Перетинає вулиці Партизанську, Танкістів, Центральний проспект, вулиці Миколи Амосова, Донецьку і Лісну. В неї впирається вулиця Травнева. Закінчується на перетині з вулицею Лисичанською. Забудована багатоповерховими і одноповерховими житловими будинками. Названа на честь героя СРСР, почесного громадянина міста Василя Федоренка.